# Sonate pour violon et piano no 2 de Roussel
Pour les articles homonymes, voir Sonate pour violon et piano.
La Sonate pour violon et piano no 2, op. 28, en la majeur, est une sonate pour violon et piano d'Albert Roussel composée en 1924.

## Présentation
La Sonate pour violon et piano no 2 est composée en 1924 et dédiée à Guy Ropartz.
L’œuvre est créée à Paris, salle Gaveau, le 15 octobre 1925, lors d'un festival de la Société musicale indépendante, par André Asselin au violon et Lucie Caffaret au piano. La partition est publiée la même année par Durand.
Sous le titre de Concertino pour violon et orchestre, la Sonate est orchestrée (avec ajout d'une cadence reliant les 2e et 3e mouvements) par Arthur Hoérée en 1965 et publiée par Durand en 1966.

## Structure
La Sonate est en trois mouvements :
1. Allegro con moto ( = 176), à 
 ;
2. Andante ( = 60), à 
 ;
3. Presto ( = 132), à 
+
.

## Analyse
Pour le musicologue Harry Halbreich, qui relève que cette deuxième sonate pour violon du compositeur dure moins de la moitié que la première, la partition « se situe au seuil même de la suprême maturité roussélienne ». Colin Mason souligne que dans l'œuvre « le piano joue un rôle prépondérant (il est d'ailleurs mentionné en tête, devant le violon, sur la page de garde de la partition) ».
Le premier mouvement, Allegro con moto, est construit autour de deux idées contrastantes : « un thème-cri d'une passion incandescente déroulant ses larges intervalles sur la houle grondante et orageuse des arpèges du piano », dans le même mode (Kâmavardhani) que celui de Krishna, et « une mélodie langoureuse, pleine de portamentos, chantant dans un tempo plus retenu, — l'un des rares points de contacts de Roussel avec le jazz ».
Le deuxième mouvement, Andante, polymodal, est construit à partir « d'un ostinato qui se développe en une accélération du tempo ». Pour Harry Halbreich, le mouvement est l'une des pages maîtresses de Roussel, « s'élevant de son début austère et concentré au cours d'une progression dramatique au souffle immense, d'une puissance quasi symphonique, pour refluer ensuite vers l'apaisement ».
Le troisième et denier mouvement, Presto, est un rondo animé, « un jeu d'esprit étincelant et virtuose sur un ostinato rythmique au 
 capricieux (6 + 4) ». Michel Dimitri Calvocoressi relève que le mouvement « commence dans le style d'un scherzo. Mais de nouveaux éléments introduisent bientôt une atmosphère plus introspective et la musique reste plus dramatique jusqu'à ce que la section qui sert de conclusion ramène le scherzando enjoué ». Enfin, la Sonate « s'évanouit sur la pointe des pieds, par une pirouette ».
La durée moyenne d'exécution de la Sonate pour violon et piano no 2 est de quinze minutes environ.
Le morceau porte le numéro d'opus 28 et, dans le catalogue des œuvres du compositeur établi par la musicologue Nicole Labelle, le numéro L 33.

## Discographie
- Albert Roussel Complete Chamber Music (3 CD), par Jean-Jacques Kantorow (violon) et Jet Röling (piano), CD 2, Brilliant Classics 8413, 2006.
- Albert Roussel Edition, CD 2, Pierre Doukan (violon) et Thérèse Cochet (piano), Erato 0190295489168, 2019[8].